# Kanadische Basketballnationalmannschaft
Die kanadische Basketballnationalmannschaft der Herren ist die nationale Auswahl der kanadischen Basketball-Spieler. Sie wird vom kanadischen Basketball-Verband Canada Basketball ausgewählt und vertritt Kanada seit 1923 bei internationalen Begegnungen. Trainer der Mannschaft ist seit 2023 Jordi Fernández. General Manager ist Rowan Barrett, Vater des Spielers R. J. Barrett.
Bei den Olympischen Spielen 1936 gewannen die Kanadier Silber. 1980 und 1999 belegte Kanada zudem bei der Amerikameisterschaft den 2. Platz. 1984, 1988, 2001 und 2015 gewann Kanada die Bronzemedaille. 2015 gelang der kanadischen Basketballnationalmannschaft ihr vorerst letzter Erfolg, als man bei den Panamerikanischen Spielen den zweiten Platz hinter Brasilien belegt hatte. Den Sprung aufs Podium bei einer Weltmeisterschaft gelang 2023, nachdem man Team USA im Spiel um den dritten Platz mit 127–118 nach Verlängerung schlagen konnte.

## Abschneiden bei internationalen Wettbewerben

### Weltmeisterschaften
| - 1950 – nicht teilgenommen - 1954 – 7. Platz - 1959 – 12. Platz - 1963 – 11. Platz - 1967 – nicht qualifiziert - 1970 – 10. Platz - 1974 – 8. Platz | - 1978 – 6. Platz - 1982 – 6. Platz - 1986 – 8. Platz - 1990 – 1. Qualifikationsrunde - 1994 – 7. Platz - 1998 – 12. Platz - 2002 – 13. Platz | - 2006 – nicht qualifiziert - 2010 – 22. Platz - 2014 – nicht qualifiziert - 2019 – 21. Platz - 2023 – . Platz |

### Olympische Spiele
| - 1936 – . Platz - 1948 – 9. Platz - 1952 – 9. Platz - 1956 – 9. Platz - 1960 – nicht qualifiziert - 1964 – 14. Platz - 1968 – nicht qualifiziert | - 1972 – nicht qualifiziert - 1976 – 4. Platz - 1980 – nicht teilgenommen - 1984 – 4. Platz - 1988 – 6. Platz - 1992 – nicht qualifiziert - 1996 – nicht qualifiziert | - 2000 – 7. Platz - 2004 – nicht qualifiziert - 2008 – nicht qualifiziert - 2012 – nicht qualifiziert - 2016 – nicht qualifiziert - 2021 – nicht qualifiziert - 2024 – 5. Platz |

### Panamerikanische Spiele
| - 1951 – nicht teilgenommen - 1955 – nicht teilgenommen - 1959 – 5. Platz - 1963 – 6. Platz - 1967 – 9. Platz | - 1971 – 8. Platz - 1975 – 6. Platz - 1979 – 5. Platz - 1983 – 4. Platz - 1987 – 5. Platz | - 1991 – 9. Platz - 1995 – nicht teilgenommen - 1999 – 5. Platz - 2003 – 7. Platz - 2007 – 7. Platz | - 2011 – 6. Platz - 2015 – . Platz - 2019 – nicht teilgenommen - 2023 – |

### Amerikameisterschaften
| - 1980 – . Platz - 1984 – . Platz - 1988 – . Platz - 1989 – 5. Platz - 1992 – 5. Platz | - 1993 – 7. Platz - 1995 – 4. Platz - 1997 – 5. Platz - 1999 – . Platz - 2001 – . Platz | - 2003 – 4. Platz - 2005 – 9. Platz - 2007 – 5. Platz - 2009 – 4. Platz - 2011 – 6. Platz | - 2013 – 6. Platz - 2015 – . Platz - 2017 – 8. Platz - 2022 – 4. Platz |

## Aktueller Kader
| Spieler | Spieler                  | Spieler           | Spieler | Spieler | Spieler  | Spieler                |
| Nr.     | Name                     | Geburt            | Größe   | Info    | Einsätze | Verein                 |
| ------- | ------------------------ | ----------------- | ------- | ------- | -------- | ---------------------- |
|         |                          | Guards (PG, SG)   |         |         |          |                        |
| 0       | Luguentz Dort            | 19.04.1999        | 191 cm  |         | 9        | Oklahoma City Thunder  |
| 1       | Nickeil Alexander-Walker | 02.09.1998        | 196 cm  |         | 19       | Minnesota Timberwolves |
| 2       | Shai Gilgeous-Alexander  | 12.07.1998        | 191 cm  |         | 16       | Oklahoma City Thunder  |
| 4       | Jamal Murray             | 23.02.1997        | 193 cm  |         | 17       | Denver Nuggets         |
| 19      | Andrew Nembhard          | 16.01.2000        | 187 cm  |         | 25       | Indiana Pacers         |
|         |                          | Forwards (SF, PF) |         |         |          |                        |
| 3       | Melvin Ejim              | 04.03.1991        | 198 cm  |         | 50       | Baloncesto Málaga      |
| 7       | Dwight Powell            | 20.07.1991        | 206 cm  |         | 30       | Dallas Mavericks       |
| 9       | R. J. Barrett            | 05.09.1995        | 198 cm  |         | 32       | Toronto Raptors        |
| 13      | Kelly Olynyk             | 19.04.1991        | 213 cm  |         | 55       | Toronto Raptors        |
| 24      | Dillon Brooks            | 22.01.1996        | 201 cm  |         | 25       | Houston Rockets        |
|         |                          | Center (C)        |         |         |          |                        |
| 8       | Trey Lyles               | 05.11.1995        | 208 cm  |         | 15       | Sacramento Kings       |
| 92      | Khem Birch               | 28.09.1992        | 206 cm  |         | 16       | Bàsquet Girona         |

| Trainer            | Trainer                     | Trainer              |
| Nat.               | Name                        | Position             |
| ------------------ | --------------------------- | -------------------- |
| Spanien            | Jordi Fernández             | Head Coach           |
| Vereinigte Staaten | Nate Bjorkgren              | Associate Head Coach |
| Kanada             | Nathaniel Mitchell          | Assistenz-Coach      |
| Kanada             | Rowan Alexander Barrett Sr. | General Manager      |

| Legende               | Legende            |
| Abk.                  | Bedeutung          |
| --------------------- | ------------------ |
| (C)                   | Mannschaftskapitän |
| Quellen               |                    |
| Teamhomepage          |                    |
| Ligahomepage          |                    |
| Stand: 4. August 2023 |                    |

| Legende               | Legende            |
| Abk.                  | Bedeutung          |
| --------------------- | ------------------ |
| (C)                   | Mannschaftskapitän |
| Quellen               |                    |
| Teamhomepage          |                    |
| Ligahomepage          |                    |
| Stand: 4. August 2023 |                    |

## Ehemalige Kader
| Nr. | Name                     | Geburtsdatum                 | Größe  | Position | Einsätze vor Olympia | Club                   |
| --- | ------------------------ | ---------------------------- | ------ | -------- | -------------------- | ---------------------- |
| 0   | Luguentz Dort            | 19.04.1999                   | 191 cm | Guard    | 9                    | Oklahoma City Thunder  |
| 1   | Nickeil Alexander-Walker | 02.09.1998                   | 196 cm | Guard    | 19                   | Minnesota Timberwolves |
| 2   | Shai Gilgeous-Alexander  | 12.07.1998                   | 191 cm | Guard    | 16                   | Oklahoma City Thunder  |
| 4   | Jamal Murray             | 23.02.1997                   | 193 cm | Guard    | 17                   | Denver Nuggets         |
| 19  | Andrew Nembhard          | 16.01.2000                   | 187 cm | Guard    | 25                   | Indiana Pacers         |
| 3   | Melvin Ejim              | 04.03.1991                   | 198 cm | Forward  | 50                   | Baloncesto Málaga      |
| 7   | Dwight Powell            | 20.07.1991                   | 206 cm | Forward  | 30                   | Dallas Mavericks       |
| 9   | R. J. Barrett            | 05.09.1995                   | 198 cm | Forward  | 32                   | Toronto Raptors        |
| 13  | Kelly Olynyk             | 19.04.1991                   | 213 cm | Center   | 55                   | Toronto Raptors        |
| 24  | Dillon Brooks            | 22.01.1996                   | 201 cm | Forward  | 25                   | Houston Rockets        |
| 8   | Trey Lyles               | 05.11.1995                   | 208 cm | Center   | 15                   | Sacramento Kings       |
| 92  | Khem Birch               | 28.09.1992                   | 206 cm | Center   | 16                   | Bàsquet Girona         |
|     | Jordi Fernández          | Head Coach                   |        |          |                      |                        |
|     | Nate Bjorkgren           | Stellvertretender Head Coach |        |          |                      |                        |
|     | Nathaniel Mitchell       | Assistenz-Coach              |        |          |                      |                        |

| Nr. | Name                     | Geburtsdatum                 | Größe  | Position | Einsätze vor der WM | Club                         |
| --- | ------------------------ | ---------------------------- | ------ | -------- | ------------------- | ---------------------------- |
| 0   | Luguentz Dort            | 19.04.1999                   | 191 cm | Guard    | 3                   | Oklahoma City Thunder        |
| 2   | Shai Gilgeous-Alexander  | 12.07.1998                   | 191 cm | Guard    | 8                   | Oklahoma City Thunder        |
| 4   | Nickeil Alexander-Walker | 02.09.1998                   | 196 cm | Guard    | 11                  | Minnesota Timberwolves       |
| 9   | R. J. Barrett            | 05.09.1995                   | 198 cm | Guard    | 24                  | New York Knicks              |
| 23  | Philip Scrubb            | 27.11.1992                   | 191 cm | Guard    | 64                  | Obradoiro CAB                |
| 25  | Trae Bell-Haynes         | 05.09.1995                   | 188 cm | Guard    | 19                  | Casademont Zaragoza          |
| 3   | Melvin Ejim              | 04.03.1991                   | 198 cm | Forward  | 42                  | Baloncesto Málaga            |
| 7   | Dwight Powell            | 20.07.1991                   | 206 cm | Forward  | 22                  | Dallas Mavericks             |
| 9   | Dillon Brooks            | 22.01.1996                   | 201 cm | Forward  | 17                  | Houston Rockets              |
| 11  | Kyle Alexander           | 21.10.1996                   | 208 cm | Forward  | 5                   | Hapoel Tel Aviv (Basketball) |
| 13  | Kelly Olynyk             | 19.04.1991                   | 213 cm | Center   | 47                  | Utah Jazz                    |
| 15  | Zach Edey                | 14.05.2002                   | 224 cm | Center   | 9                   | Purdue Boilermakers          |
|     | Jordi Fernández          | Head Coach                   |        |          |                     |                              |
|     | Nate Bjorkgren           | Stellvertretender Head Coach |        |          |                     |                              |
|     | Nathaniel Mitchell       | Assistenz-Coach              |        |          |                     |                              |

| Nr. | Name                    | Geburtsdatum    | Größe  | Position | Einsätze | Club                 |
| --- | ----------------------- | --------------- | ------ | -------- | -------- | -------------------- |
| 12  | Brady Heslip            | 19.06.1990      | 188 cm | Guard    | 40       | Pallacanestro Cantù  |
| 4   | Philip Scrubb           | 27.11.1992      | 191 cm | Guard    | 36       | Fraport Skyliners    |
|     | Shai Gilgeous-Alexander | 12.07.1998      | 191 cm | Guard    | 0        | Florida Gators       |
|     | Tyler Ennis             | 24.08.1994      | 188 cm | Guard    | 14       | Milwaukee Bucks      |
| 5   | Cory Joseph             | 20.08.1991      | 193 cm | Forward  | 52       | Toronto Raptors      |
|     | Tristan Thompson        | 13.03.1991      | 206 cm | Forward  | 26       | Cleveland Cavaliers  |
| 10  | Anthony Bennett         | 14.03.1993      | 203 cm | Forward  | 19       | Brooklyn Nets        |
| 6   | Melvin Ejim             | 04.03.1991      | 198 cm | Forward  | 28       | Reyer Venezia        |
|     | Khem Birch              | 28.09.1992      | 206 cm | Forward  | 5        | Olympiakos Piräus    |
|     | Thomas Scrubb           | 08.04.1991      | 196 cm | Forward  | 0        | Gießen 46ers         |
|     | Joel Anthony            | 09.08.1982      | 206 cm | Forward  | 41       | Detroit Pistons      |
|     | Levon Kendall           | 04.07.1984      | 208 cm | Forward  | 43       | Movistar Estudiantes |
|     | Jay Triano              | Head Coach      |        |          |          |                      |
|     | Bryan Gates             | Assistenz-Coach |        |          |          |                      |
|     | Dave Smart              | Assistenz-Coach |        |          |          |                      |
|     | David Vanterpool        | Assistenz-Coach |        |          |          |                      |

## Weitere bekannte Nationalspieler
- Trey Lyles
- Andrew Wiggins
- Tristan Thompson
- Anthony Bennett
- Jamal Murray
- Cory Joseph
- Chris Boucher
- Tyler Ennis
- Joel Anthony – Karriere beendet
- Rick Fox – Karriere beendet
- Samuel Dalembert – Karriere beendet
- Jamaal Magloire – Karriere beendet
- Todd MacCulloch – Karriere beendet
- Steve Nash – Karriere beendet
- Leo Rautins – Karriere beendet
- Mike Smrek – Karriere beendet
- Bill Wennington – Karriere beendet